# رمزی بن الشیبه
رمزی بن الشیبه (عربی: رمزی بن الشیبة، زاده ۱ مه ۱۹۷۲)) یا بن الشیبه؛ یک تروریست یمنی است که در شهر کراچی پاکستان بازداشت شد و به عنوان عضو گروه هامبورگ در بازداشتگاه گوانتانامو در کوبا نگهداری می‌شود. وی به عنوان «تسهیل‌کننده اصلی حملات ۱۱ سپتامبر» در سال ۲۰۰۱ در ایالات متحده متهم شده‌است.
در اواسط دهه ۱۹۹۰، بن الشیب به عنوان دانشجو به هامبورگ، آلمان نقل مکان کرد، و گفته می‌شود برای انجام حملات ۱۱ سپتامبر گروه هامبورگ را با محمد عطا، زیاد جراح و مروان الشیحی تشکیل داده‌است.
بن الشیب یکی از چهار نفری بود که موفق به اخذ ویزای آمریکا نشد و متهم است که با تهیه پول و انتقال اطلاعات به چهره‌های کلیدی القاعده به عنوان واسطه برای هواپیما ربایان در ایالات متحده اقدام کرده‌است. پس از این حملات، بن الشیب اولین کسی بود که توسط ایالات متحده به‌طور علنی شناسایی شد
وی در ۱۱ سپتامبر ۲۰۰۲ در کراچی پاکستان دستگیر شد. وی قبل از انتقال به گوانتانامو در سپتامبر ۲۰۰۶ توسط سیا در مکانهای سیاه در مراکش فرستاده شد. وی سرانجام در سال ۲۰۰۸ به یک کمیسیون نظامی متهم شد.